# Palau Curti Valmarana
El Palau Curti Valmarana és un palau de Venècia, situat al districte de San Marco, amb vistes al costat esquerre del Gran Canal, entre el Palau Querini Benzon i el Palau Corner Spinelli.

## Història
Palau construït al segle XVIII que va pertànyer a la branca veneciana de la família milanesa Curti i posteriorment a la família Valmarana.

## Arquitectura
Edifici d'estil renaixentista amb una façana arrebossada molt equilibrada i harmoniosa en la disposició de les finestres. Té un portal d'aigua central a la planta baixa, una finestra central trifàlica a la segona planta noble amb arc de mig punt, del mateix tipus que el portal d'aigua, amb un parell de finestres monofàliques als costats mentre que totes les altres obertures són rectangulars. A les dues plantes principals, les finestres tenen una cornisa superior i les tres obertures centrals també tenen un petit balcó.